# Jaśliska
Jaśliska – wieś (dawniej miasto) w Polsce położona w województwie podkarpackim, w powiecie krośnieńskim, w gminie Jaśliska. Leży w Beskidzie Niskim nad rzeką Jasiołką przy ujściu potoku Bełcza (też: Bielcza) na wzgórzu przy drodze wojewódzkiej nr 897.
Jaśliska uzyskały lokację miejską w 1365 roku, zdegradowane w 1896 roku. Miasto biskupstwa przemyskiego w powiecie bieckim województwa krakowskiego w końcu XVI wieku. W latach 1934–54 i 1973–1976 oraz od 2010 siedziba gminy Jaśliska (przed 2010 w granicach gminy Dukla). W latach 1954–1972 wieś należała i była siedzibą władz gromady Jaśliska. W latach 1975–1998 miejscowość położona była w województwie krośnieńskim
We wsi liczącej 455 mieszkańców jest czynna restauracja, 2 sklepy spożywcze, sklep przemysłowy, poczta, ośrodek zdrowia oraz schronisko turystyczne. Miejscowość jest siedzibą rzymskokatolickiej parafii św. Katarzyny Aleksandryjskiej, która jest celem pielgrzymek do cudownego obrazu Matki Boskiej Jaśliskiej koronowanego w 1997 przez Jana Pawła II.
Zabytkowy zespół zabudowy drewnianej z zachowanym układem urbanistycznym dawnego miasteczka włączono do podkarpackiego Szlaku Architektury Drewnianej.

## Części wsi
| SIMC    | Nazwa     | Rodzaj    |
| ------- | --------- | --------- |
| 0349530 | Ochronka  | część wsi |
| 0349547 | Za Murami | część wsi |
| 0349553 | Za Wodą   | część wsi |

## Historia
Jaśliska są dawnym obronnym miasteczkiem przygranicznym, które strzegło drogi na trasie z południa Europy (szczególnie z Węgier: Buda – Miszkolc – Koszyce – Preszów – Stropkov – Przełęcz Beskid nad Czeremchą – Jaśliska – Przełęcz Szklarska – Rymanów – Sanok, oraz do Dukli i Krosna). Świadczą o tym pozostałości murów obronnych.
Miasto lokowane na prawie magdeburskim 28 stycznia 1366 roku przez króla Kazimierza Wielkiego na trakcie handlowym prowadzącym na Węgry, pierwotnie pod nazwą Hohenstath (Wysokie Miasto). Jednocześnie erygowano parafię rzymskokatolicką. Dzierżawił je Jan Hanzelino, który dzięki przywilejowi królewskiemu w 1367 roku ponownie lokował miasto. W 1386 cały tzw. klucz jaśliski (Jaśliska, Zyndranowa, Jasionka, Lubatowa, Królik Polski) stały się własnością Zyndrama z Maszkowic w wyniku darowizny królewskiej Władysława Jagiełły. Pierwszymi znanymi wójtami Jaślisk byli: Jan Wejss z Dębowca, Zyndram z Jaślisk lub Jasła i Andrzej z Łubna. Położone u wrót przełęczy beskidzkiej, u zbiegu rzek Bełczy i Jasiołki, na trasie handlowej z Węgier trwały Jaśliska jako ufortyfikowana twierdza z murami wysokości 3-4 metrów i z co najmniej dwumetrowej głębokości fosą obronną z ostrokołem.
W 1419 podróżował tędy król Władysław Jagiełło z Węgier do Sanoka. W 1434, gdy wójtem był tu Andrzej z Łubna – puszkarz królewski, Jaśliska zostały przydzielone przez Władysława Jagiełłę biskupstwu przemyskiemu. Od tej pory stanowiły one stolicę klucza dóbr biskupstwa przemyskiego, zwanego „państwem biskupim”. W 1436 w posiadanie wójtostwa jaśliskiego wszedł biskup przemyski Janusz z Lubienia.
W 1474, w czasach walk o koronę węgierską, Jaśliska zostały napadnięte przez węgierskie wojska Tomasza Tharczayego. Po zniszczeniach wywołanych napadem Jaśliska otrzymały w 1477 r. potwierdzenie praw lokacyjnych. W 1506 Jaśliska otrzymały od króla Polski Aleksandra Jagiellończyka potwierdzenie lokacji, zgodę na dwa doroczne jarmarki i cotygodniowe targi oraz zwolnienie mieszczan przez 8 lat z podatków i danin. Król ustanowił również w mieście komorę celną, z której część wpływów miała być obrócona na utrzymywanie w dobrym stanie traktu handlowego na Węgry. W 1559 miasto otrzymało prawo składu winnego: kupcy wiozący wino z Węgier musieli je w Jaśliskach przez określony czas wystawić na sprzedaż. Przywileje te potwierdzili Stefan Batory w 1575 i Zygmunt III Waza w 1595 r. Miasto, położone przy jednym z głównych traktów transkarpackich, żyło z handlu, zwłaszcza węgierskim winem. Rozwijało się rzemiosło: w XVI w. istniały tu cechy garncarzy, kowali, krawców, rymarzy i ślusarzy. W późniejszym okresie miasteczko było znane również z kamieniarstwa. Był to okres rozkwitu miejscowości. Dobra passa trwała do połowy XVII w., a głównym zagrożeniem dla kupców wędrujących traktem na Węgry byli zbójnicy: rodzimi beskidnicy i węgierscy tołhaje. Najbardziej dali się we znaki w latach 1604, 1639, 1642 i 1686, kiedy napadali na wioski i dwory.
W XVI w. miasto było ośrodkiem administracyjnym dóbr biskupów przemyskich, tzw. klucza jaśliskiego, w skład którego wchodziły także wsie: Posada Jaśliska, Wola Niżna, Wola Wyżna, Rudawka Jaśliska, Lipowiec, Czeremcha, Daliowa, Szklary, Królik Polski, Królik Wołoski, Kamionka i Zawadka Rymanowska.
Pod koniec października 1619 r. w Jaśliskach zatrzymali się lisowczycy. Tu 11 listopada 1619 r. odbyło się Koło Generalne, na którym potwierdzono wybór i władzę pułkownikowską Walentego Rogawskiego i zatwierdzono artykuły wojskowe. Stąd lisowczycy ruszyli 19 listopada przez Przełęcz Łupkowską na Węgry (celowo okrężną drogą przez góry) przeciwko wojskom Jerzego I Rakoczego i zadali im straty w bitwach pod Závadą (21 listopada) i Humiennem (23 listopada). Siły główne pułku wracając z Górnych Węgier (dzisiejszej Słowacji) przeszły Karpaty przez Przełęcz Dukielską i około 10 grudnia 1619 roku zatrzymały się w okolicy Jaślisk, Dukli, Krosna.
W 1624 istniała szkoła parafialna w Jaśliskach, w której nauczycielem był pisarz gminny – Mikołaj Tworkowski. Przed 1651 utrzymywała się jeszcze nazwa Hanstad. Miejscowość znacznie ucierpiała w 1656 roku podczas potopu szwedzkiego. W 1657 r. król Jan Kazimierz zatwierdził tu Kongregację Współczującą Chrystusowi – militarno-porządkową organizację, zwaną potocznie krzyżakami (od białych krzyży na czerwonych płaszczach, noszonych przez jej członków), działającą do rozbiorów Polski.
W tym też 1657 r., w marcu, po wzmocnieniu murów obronnych i baszt, Jaśliska odparły najazd wojsk siedmiogrodzkich Jerzego II Rakoczego, współdziałających ze Szwedami w czasie „potopu” szwedzkiego. Zapewne po tych wydarzeniach usypano tzw. mogiłę szwedzką.
W latach 1704–1708 stacjonowały tu wojska na zmianę popierające Augusta II Mocnego albo Stanisława Leszczyńskiego i wojska szwedzkie lub rosyjskie; po zwycięstwie pod Połtawą. Jaśliczanie potrafili się czasem przed nimi obronić, np. w 1704.
Upadek był nieunikniony, jako że Jaśliska poczęły tracić swą monopolistyczną pozycję w handlu winem węgierskim. Mieszczanie z Dukli, Nowego Żmigrodu, Rymanowa, Krosna i Jasła też chcieli zarobić na korzystnym położeniu geograficznym, zaczęli więc występować przeciwko prawom składowania i oskarżać mieszkańców Jaślisk o zmuszanie kupców do składowania wina w miasteczku. Gwoździem do trumny było modernizacja traktu wiodącego przez niższą (o 81 metrów) Przełęcz Dukielską przeprowadzona na początku XIX wieku. O fatalnym stanie XVIII-wiecznych Jaślisk mówią dokumenty powizytacyjne biskupa przemyskiego. Wspomina on o rozwalonych bramach Dalejowskiej i Wolańskiej, baszcie w fatalnym stanie i o zrujnowanych budynkach przy rynku.
Mieszkańcy Jaślisk wspierali konfederatów barskich, którzy tu często stacjonowali w latach 1768–1772. W 1772 roku po I rozbiorze Polski i zajęciu miasta przez wojska austriackie, Jaśliska weszły w skład zaboru austriackiego stanowiąc część prowincji galicyjskiej. Wydana po raz pierwszy w 1786 r. „Geografia (...) Galicyi i Lodomeryi” autorstwa Ewarysta Andrzeja Kuropatnickiego podawała o Jaśliskach jedynie krótką informację: Miasto znacznej włości do biskupstwa przemyskiego z dawna należało, do juryzdykcji powiatu bieckiego, z wojewodztwa krakowskiego.
Okres niewoli był okresem dalszego upadku Jaślisk. Przyczyniło się do tego przeludnienie Galicji (słynna nędza galicyjska), spadek znaczenia traktu węgierskiego oraz upadek rzemiosła spowodowany m.in. prawodawstwem austriackim. Głównym źródłem zarobków pozostało rolnictwo, jednak ziemie tu zawsze były kiepskie. Należy do tego doliczyć klęski nieurodzaju (1787, 1846, 1882) oraz pożary w miasteczku (1885). Jakby tego było mało w Jaśliskach szalały epidemie: cholery w 1831 (84 ofiary), tyfusu w 1847 (121 ofiar) i anginy w 1862 (56 ofiar).
Jak podawał Słownik geograficzny Królestwa Polskiego (1882) w Jaśliskach było 148 domów, w których mieszkało 900 osób, w tym 30 Żydów. Mieszczanie posiadali 520 mórg roli, 82 morgi łąk i ogrodów oraz 87 mórg pastwisk. Miasteczko miało prawo organizowania co roku 12 jarmarków, na których handlowano głównie bydłem górskim i owcami. W 1898 miasteczko liczyło 971 mieszkańców oraz 151 domów.
Miasto bardzo ucierpiało w czasie I wojny światowej. W listopadzie 1914 wkroczyły do niego oddziały rosyjskie, odpychając wojska austro-węgierskie, które wróciły tu 26 grudnia 1914. Na przełomie 1914 i 1915 trwały walki w okolicy wzniesień Kamarki i Kamiennej. W czerwcu 1915 roku Jaśliska zostały odbite przez wojska austro-węgierskie po bitwie pod Gorlicami.
Po gruntownej przebudowie na początku XIX w. traktu przez Przełęcz Dukielską, na który przeniosła się zdecydowana większość ruchu tranzytowego, miasto zaczęło podupadać.
Podczas zaboru austriackiego przez pewien czas miasto Jaśliska wchodziło w skład obwodu sanockiego.
W latach 1772–1914 Jaśliska należały do powiatu sądowego Sanok, gmina Rymanów. W miasteczku dominowali Polacy - rzymscy katolicy.

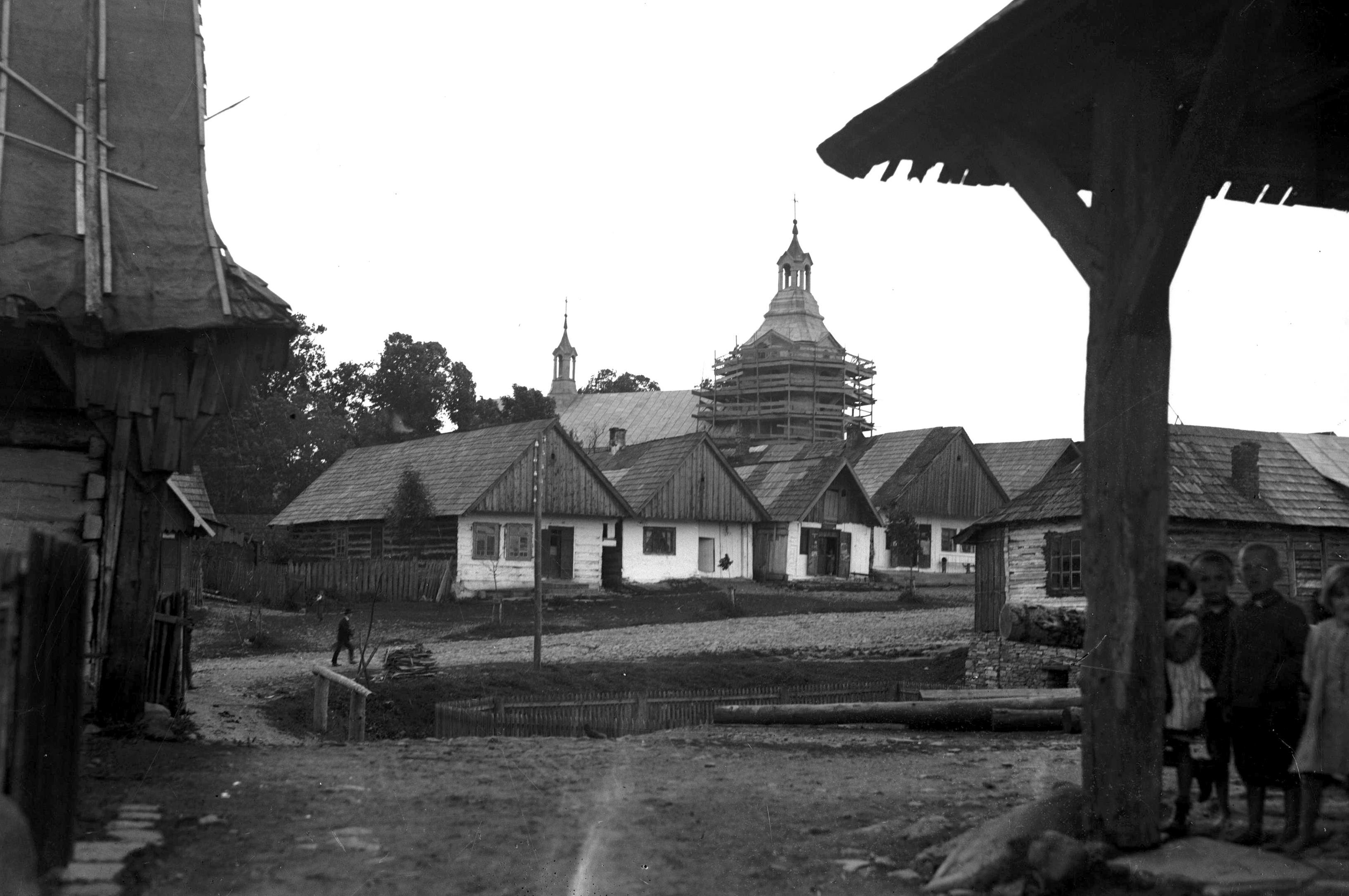
Rynek w Jaśliskach w 1932 roku

W 1918 roku Jaśliska stały się częścią odrodzonej II Rzeczpospolitej Polskiej. Były częścią powiat sanockiego w województwie lwowskim. W miejscowości zdecydowanie dominowali Polacy, choć w okolicy było wiele wiosek rusińskich.
Okres międzywojnia był kontynuacją upadku Jaślisk. Ludność miejscowości była bardzo zacofana, jej praca była mało wydajna, do tego było tu wielu analfabetów. Nie należy zapominać, że był to okres wielkiego kryzysu i hiperinflacji, pogłębiającej biedę mieszkańców.
W 1934 r. Jaśliska utraciły prawa miejskie wskutek zubożenia ekonomicznego.
W miasteczku jedynym zakładem pracy były żydowskie tartaki Mendlowicza. Zresztą Żydzi kontrolowali też handel w miasteczku – polskie były tylko dwa sklepy, mimo że większość mieszkańców miejscowości stanowili Polacy.

### II wojna światowa w Jaśliskach
1 września 1939 nad miasteczkiem przeleciały w kierunku Krosna niemieckie samoloty. Natarcie Niemców opóźniały potyczki w niedalekiej Czeremsze i 2 września 1939 pod Barwinkiem. Władze opuściły Jaśliska 6 września. 10 września 1939 do Jaślisk wkroczyły oddziały 10 Słowackiej Dywizji Piechoty wraz z batalionem ukraińskim. Wtedy też na Jaśliskim ratuszu zawisły dwie flagi – słowacka i ukraińska. Niemcy pojawili się w Jaśliskach dopiero pod koniec września. Miejscowi Polacy byli rugowani z administracji i szkolnictwa i zastępowani przez uprzywilejowanych Rusinów/Ukraińców.
W czasie II wojny światowej w Jaśliskach znajdowała się placówka AK OP-15 podlegająca czasem Placówce Róża w Rymanowie. Jaśliska leżąc przy samej granicy stały się ważnym punktem kurierskim na Słowację i dalej na Węgry. Był tu też m.in. kurierski punkt przerzutowy, wspomagany przez ks. Waleriana Rąpałę, o którego po aresztowaniu upomnieli się nawet Rusini. Wspomagał też bł. ks. Władysław Findysz z Nowego Żmigrodu. 18 stycznia 1943 roku grupa partyzantów z oddziału Gwardii Ludowej, dowodzonego przez Grzegorza Wodzika ps. Wyścig, miała obrzuć granatami komisariat straży granicznej.
We wrześniu 1944 miejscowość przez pewien czas pozostawała w strefie frontowej i była wielokrotnie bombardowana. Spłonęła północna część wsi (40% zabudowań) i zginęło wielu mieszkańców. Walczyła tu m.in. Brygada I Korpusu Czechosłowackiego.
W latach 1949–1950 doszło do wywózek daleko poza Jaśliska tych miejscowych Polaków, których rodziny były uznawane za "niepewne politycznie".
W 1957 roku miejscowość została zelektryfikowana.

## Demografia
Jaśliska według danych na koniec 2011 roku liczyły 455 mieszkańców, w tym 230 kobiet i 225 mężczyzn. Było 256 osób w wieku produkcyjnym, 99 w wieku przedprodukcyjnym i 100 w wieku poprodukcyjnym.

## Zabytki
- Drewniana zabudowa – za najstarszy dom uważana jest chałupa o konstrukcji przysłupowej naprzeciw kościoła[29] (obecnie odrestaurowana, wewnątrz Muzeum - Izba Regionalna[30]). Budynki o konstrukcji chałupy przejazdowej z ok. połowy XIX wieku, zachowały się przy uliczce z Rynku do kościoła. Pod niektórymi posesjami przy rynku przetrwały do dziś XVI-wieczne piwnice do przechowywania wina. Przykłady dawnej, drewnianej zabudowy małomiasteczkowej odnaleźć można również przy ul. Węgierskiej oraz ul. Wolańskiej. Powstały one pod koniec XIX w. oraz na początku XX wieku i nawiązują w konstrukcji, bryle oraz detalu architektonicznym do przyrynkowych budynków z połowy XIX w.
- Kościół pw. św. Katarzyny – murowany, wybudowany w latach 1724–56 z inicjatywy ks. bp. Aleksandra Fredry, rozbudowany w 1912. W wyposażeniu m.in.
  - cudowny obraz Matki Bożej Królowej Nieba i Ziemi (Matka Boska Jaśliska), namalowany temperą na gruncie kredowym, na desce lipowej (121 cm × 81 cm), w XV w. na styku Czech i Węgier. Renowacji dokonał Piotr Burnatowicz z Brzozowa w 1634 (sygnatura na obrazie). Obraz ten, otaczany kultem i stanowiący cel pielgrzymek Słowaków i Łemków, został ukoronowany przez Jana Pawła II podczas mszy św. w Krośnie 10 czerwca 1997.
- Resztki murów obronnych z XVI–XVII w. Mury były wzniesione z łamanego kamienia i cegieł, natomiast trzy bramy miejskie – z kamienia (Krakowska/Dalejowska, Węgierska, Sanocka/Wolańska)[31]. Zachował się niewielki relikt murów w południowo-wschodniej części dawnego miasta.
- Kaplica na Łamańcach, przy drodze do Lipowca. Wewnątrz kaplicy znajduje się stara figura ukrzyżowanego Zbawiciela, na tle sylwetek stojących pod Krzyżem Matki Bożej i Św. Jana Ewangelisty oraz panoramy Jerozolimy, namalowanych na ścianie najprawdopodobniej przez jednego z malarzy z rodziny Bogdańskich. Nie wiemy, kiedy wybudowano tę kaplicę. Nie znamy również żadnych szczegółów dotyczących jej wyposażenia i daty fundacji. W kronikach zapisano jedynie, że pierwotnym patronem kaplicy była Św. Anna. Przekazywana ustnie tradycja głosi, że na miejscu, gdzie stoi dziś kaplica, znajdował się pierwszy jaśliski kościół, zbudowany we wczesnym średniowieczu, jeszcze przed lokowaniem miasta na dzisiejszym jego miejscu przez Kazimierza Wielkiego. Nazwa Łamańce pochodzić ma od wiatrołomów w lesie, który wówczas jeszcze gęsto porastał tę okolicę[32].
- Kapliczka "Na Szwedzkim Kurhanie", przy której, jak głosi przekaz, pochowano rycerza poległego w obronie Jaślisk w 1659 r. Faktycznie, w trakcie badań archeologicznych w 2018r. odkryto tam pochówek dorosłego lub młodocianego osobnika z XVI lub XVII wieku oraz kilku niemowląt z końca XVIII do poł. XIX wieku. Dzieciom towarzyszyły monety i fragmenty tkanin, a część z nich pochowano w naczyniach. Jak informuje tablica zabytku obok, tego typu obyczaje wiążą się z pochówkami dzieci nieochrzczonych[33].

## Religia

### Kościół rzymskokatolicki
Miejscowość jest siedzibą parafii rzymskokatolickiej, która była założona razem z miastem w 1366, i której siedzibą był wówczas kościół drewniany. W 1732 wzniesiono kościół murowany. W 1756 poświęcono go nadając mu imię św. Katarzyny Aleksandryjskiej. Wewnątrz obraz Matki Bożej Jaśliskiej malowany na desce, koronowany przez Jana Pawła II w 1997. W 1890 parafia łacińska obejmowała miejscowości: Czeremcha, Daliowa, Darów, Jasiel, Lipowiec, Moszczaniec, Polany Surowiczne, Posada Jaśliska, Puławy, Rudawka Jaśliska, Surowica, Wola Niżna, Wola Wyżna.

### Kościół greckokatolicki
Grekokatolicy z Jaślisk przynależą obecnie do parafii pw. św. Mikołaja w Zyndranowej, reaktywowanej w 1991 r. Wcześniej, do wysiedleń ludności greckokatolickiej w 1947 r. Jaśliska podlegały parafii działającej przy cerkwi pw. św. Paraskewy w pobliskiej Daliowej. W związku z funkcjonującym w okresie od końca XVI w. do 1848 r. zakazem osiedlania się w Jaśliskach ludności innej niż rzymskokatolicka, miejscowość nigdy nie była siedzibą samodzielnej parafii greckokatolickiej.

## Galeria

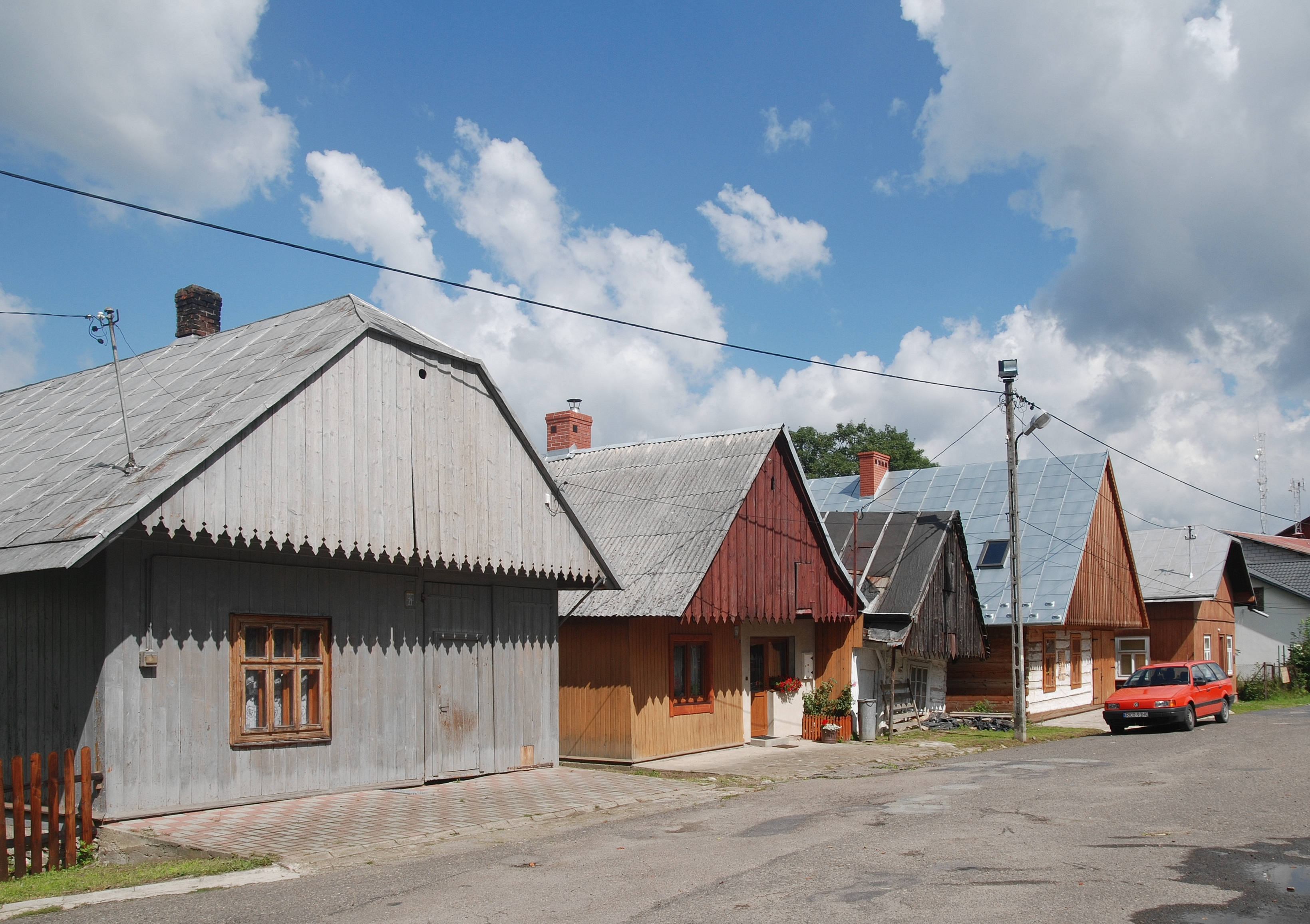
Zabytkowa zabudowa przy ul. Węgierskiej
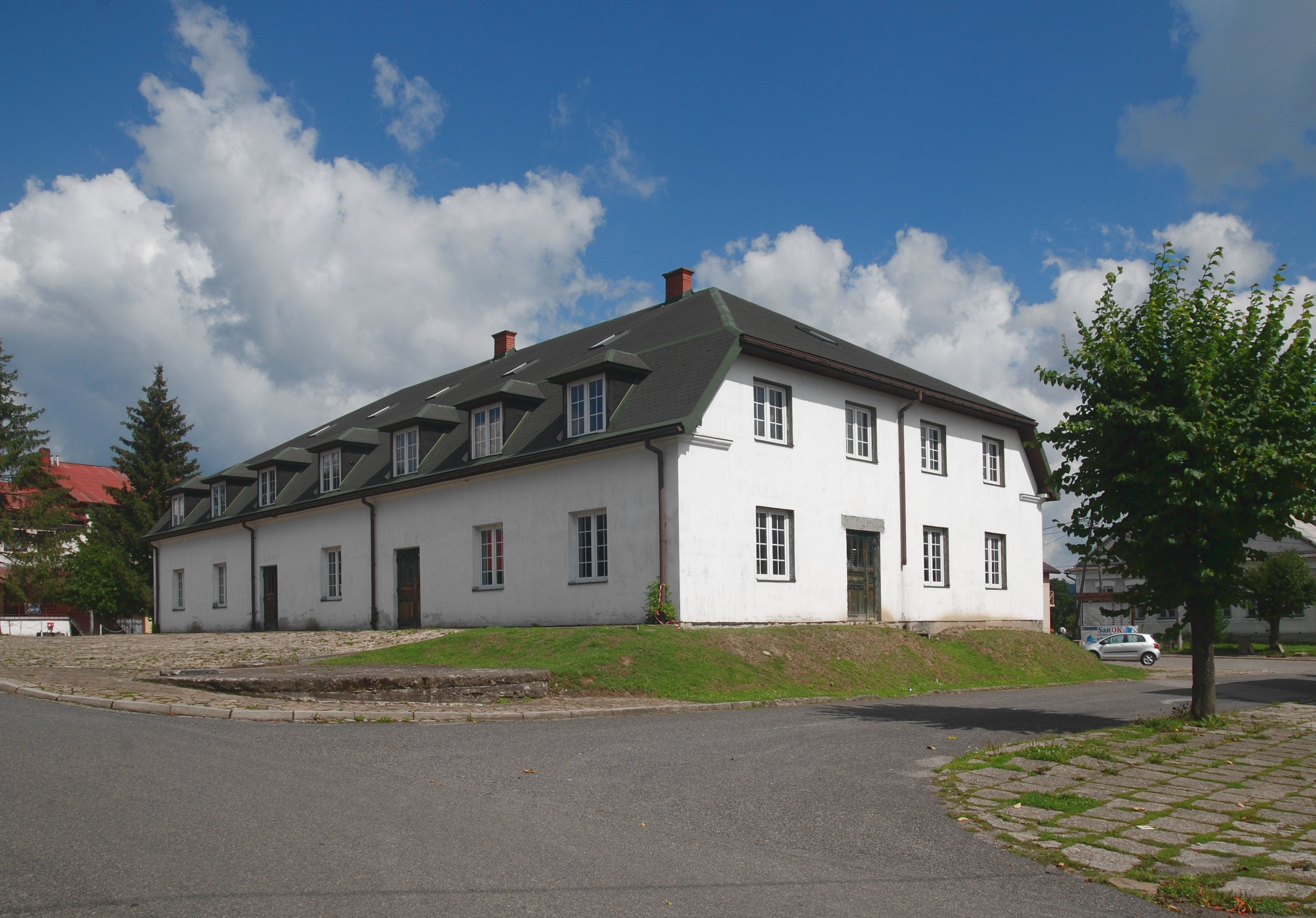
W rynku
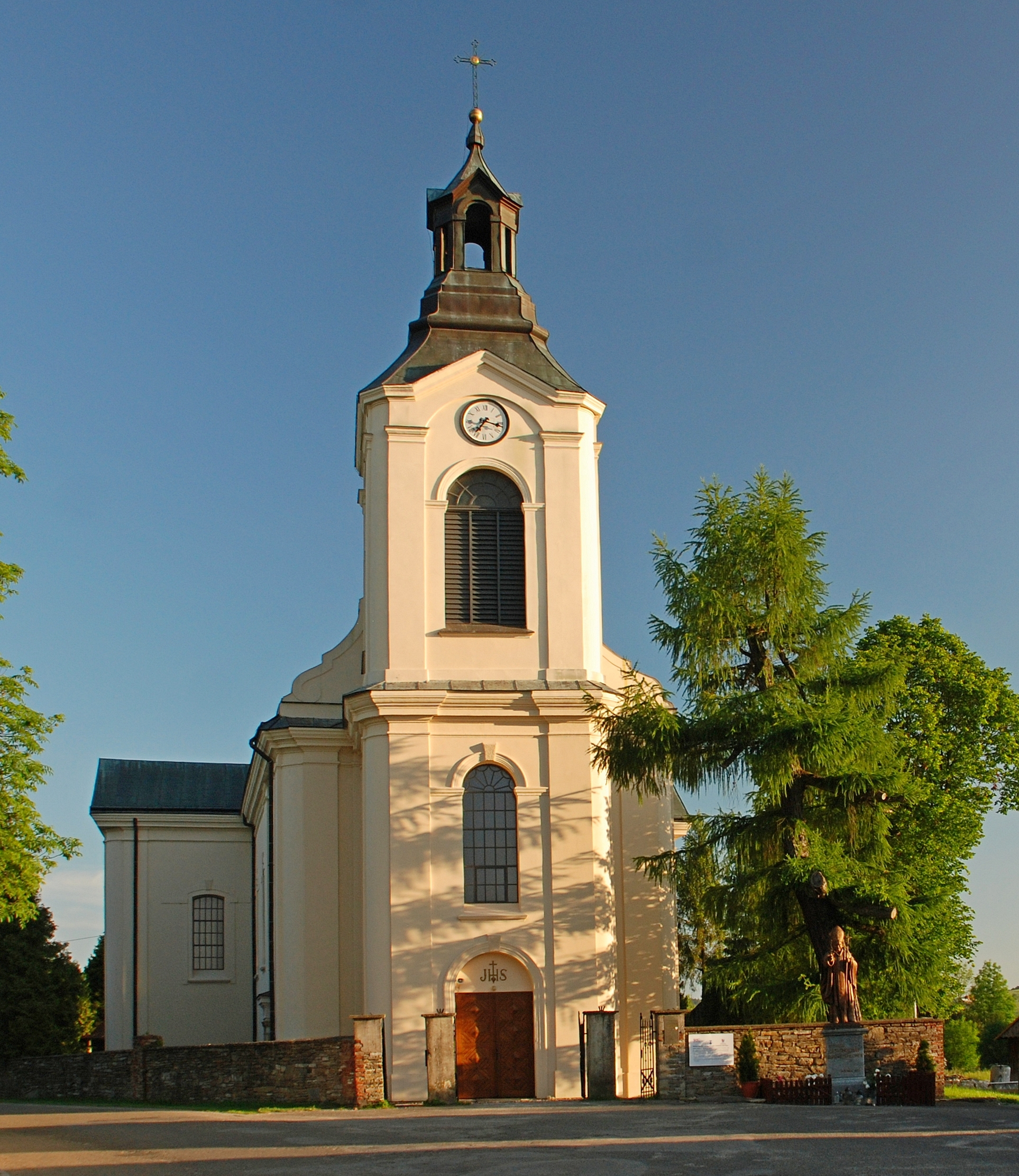
Rzymskokatolicki kościół parafialny
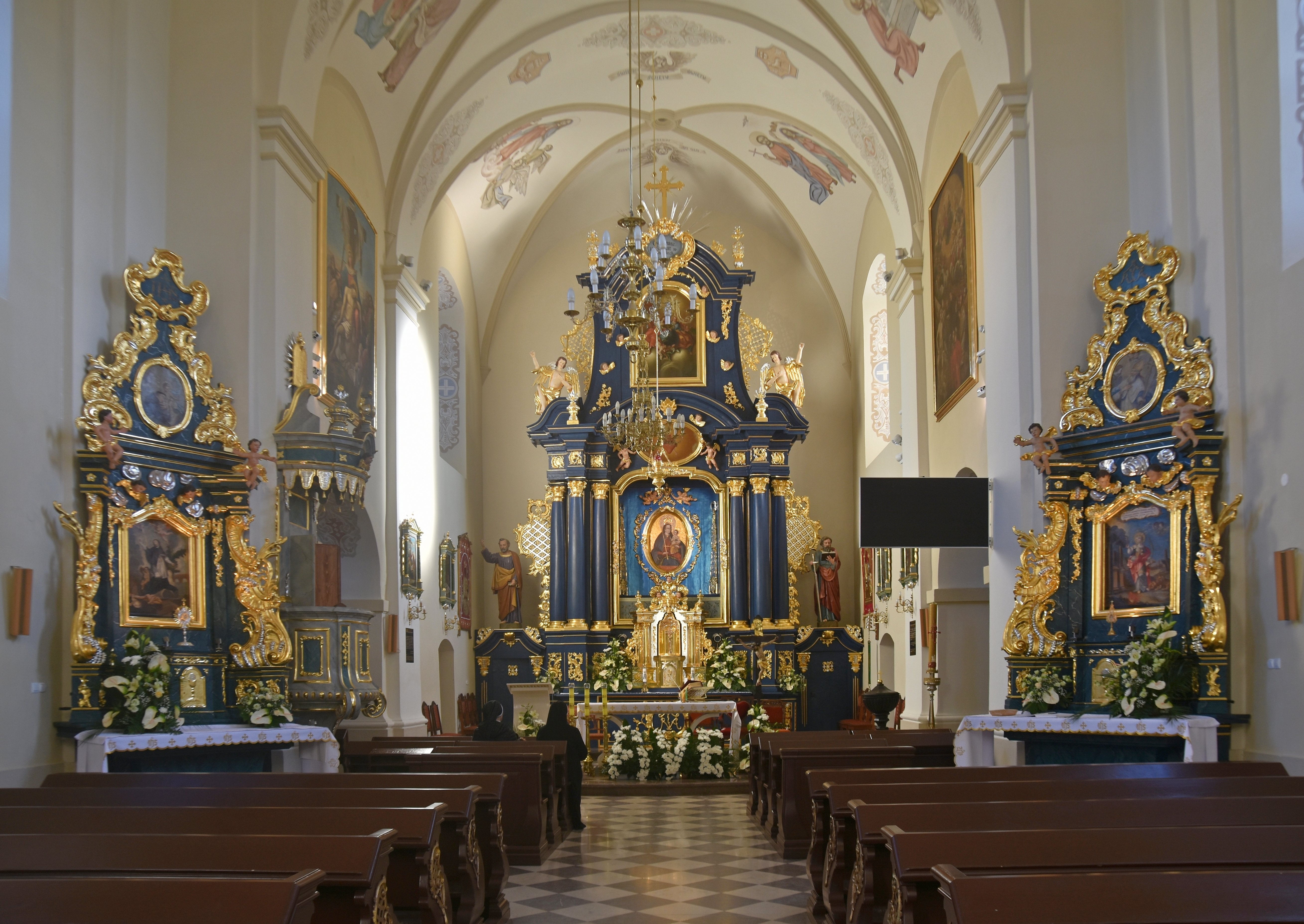
Wnętrze kościoła
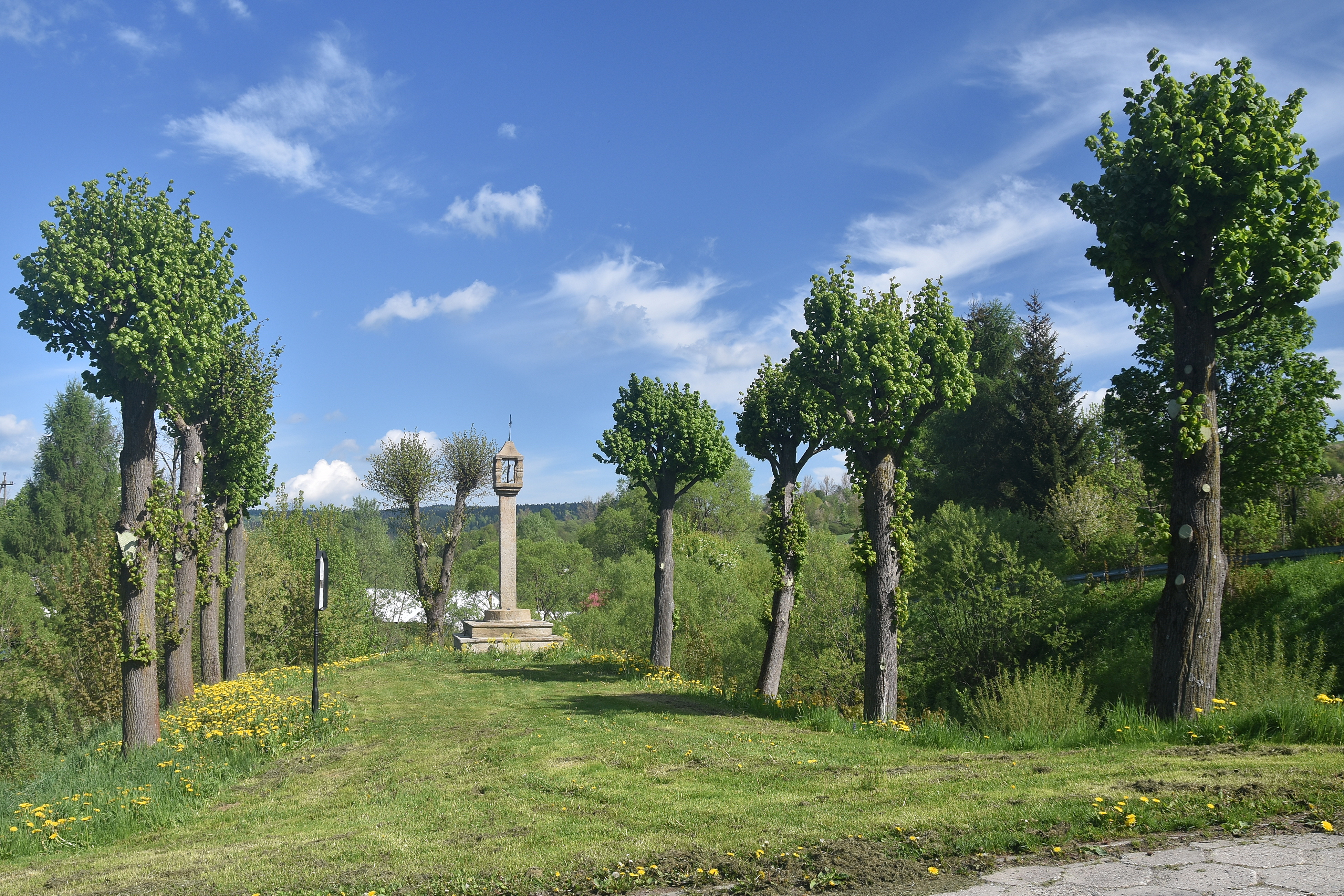
Kapliczka „Na Szwedzkim Kurhanie”
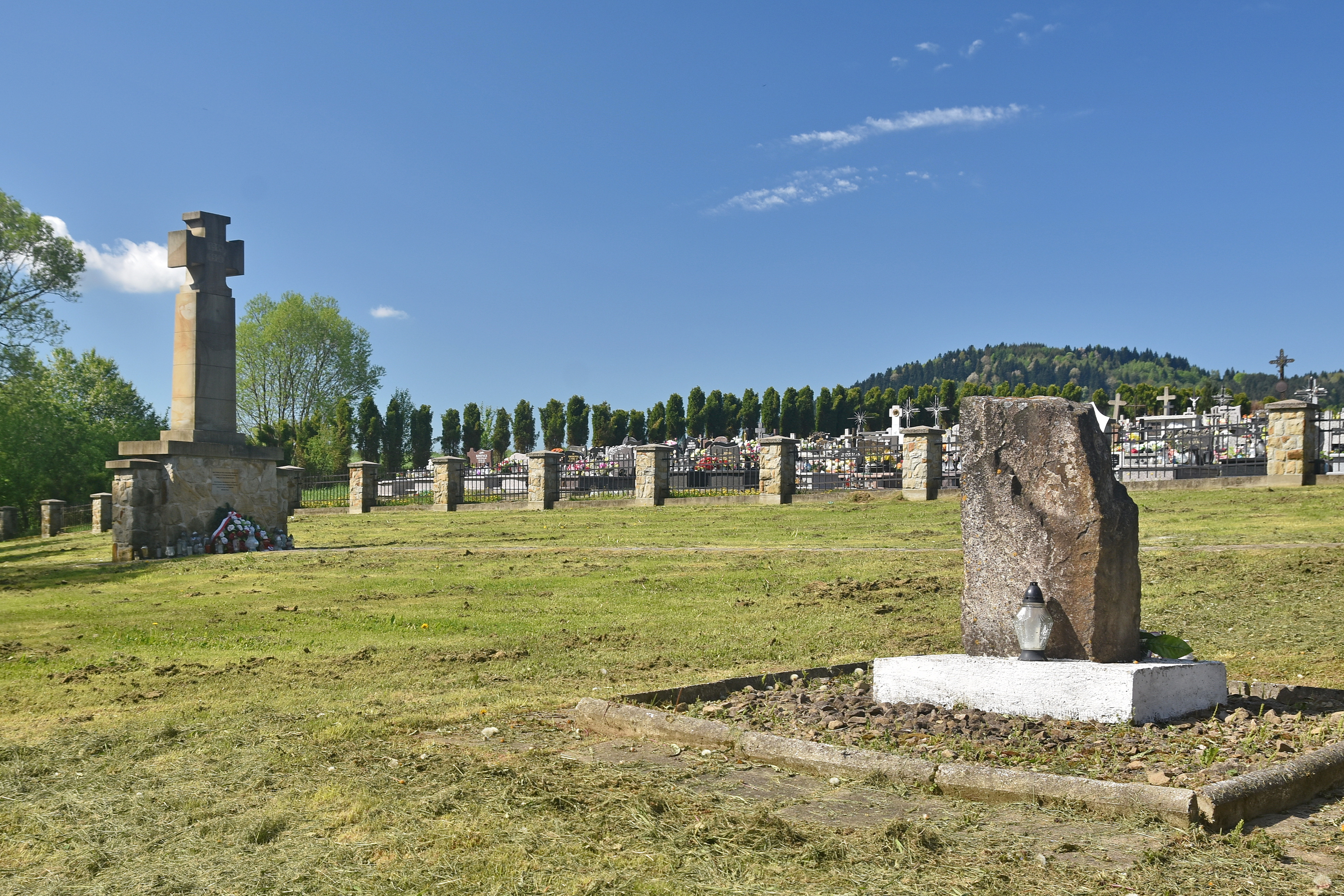
Cmentarz I wojny światowej

## Ludzie związani z Jaśliskami
- Jan Piotr Baran – polski duchowny katolicki, wieloletni proboszcz parafii św. Katarzyny Aleksandryjskiej. Doprowadził do koronacji obrazu Matki Bożej Królowej Nieba i Ziemi, znajdującego się w ołtarzu głównym kościoła. Koronacji dokonał papież Jan Paweł II 10 czerwca 1997 podczas mszy św. w Krośnie. Od tego czasu Sanktuarium stało się ważnym obiektem kultu i pielgrzymowania wiernych z całej Polski, a także z terenów obecnej Słowacji, skąd, według podań, pochodzi Łaskami i Cudami słynący obraz.
- Józef Bogdański – polski malarz, powstaniec, mieszkający tu od 1846
- Walenty Chłędowski – polski literat, tłumacz, krytyk literacki, pisarz, filozof
- Kasper Gąsiorowski – polski duchowny katolicki, kanonik kapituły przemyskiej, proboszcz i dziekan jasielski, pedagog, dyrektor szkoły, profesor katechetyki, wykładowca w Seminarium Duchownym w Przemyślu, powstaniec
- Stanisław Hausner – polski pionier lotnictwa urodzony w Jaśliskach, oblatywacz, konstruktor i pilot w wytwórni filmowej braci Warnerów. Wielokrotnie próbował przelecieć nad Atlantykiem ze Stanów Zjednoczonych do Europy
- Franciszek Koperstyński Jarząbek – polski kapral, pracownik strażnicy, dowódca Placówki OP-11 i OP-15 AK Jaśliska[37]
- Marian z Jaślisk – polski dominikanin; filolog, teolog i autor słowników
- Paweł Ossoliński – opiekun majątku Polanka (obecnie dzielnica Krosna), urodzony w Jaśliskach w czasie powstania krakowskiego w 1846.
- Józef Puchalik – polski profesor, teolog, pisarz, redaktor, przełożony klasztoru w Zamościu, w Bardzie Śląskim,
- Stanisław Warchołowski – polski duchowny katolicki z Jaślisk, pułkownik, po wkroczeniu AR był generalnym dziekanem Wojsk Polskich

## Turystyka

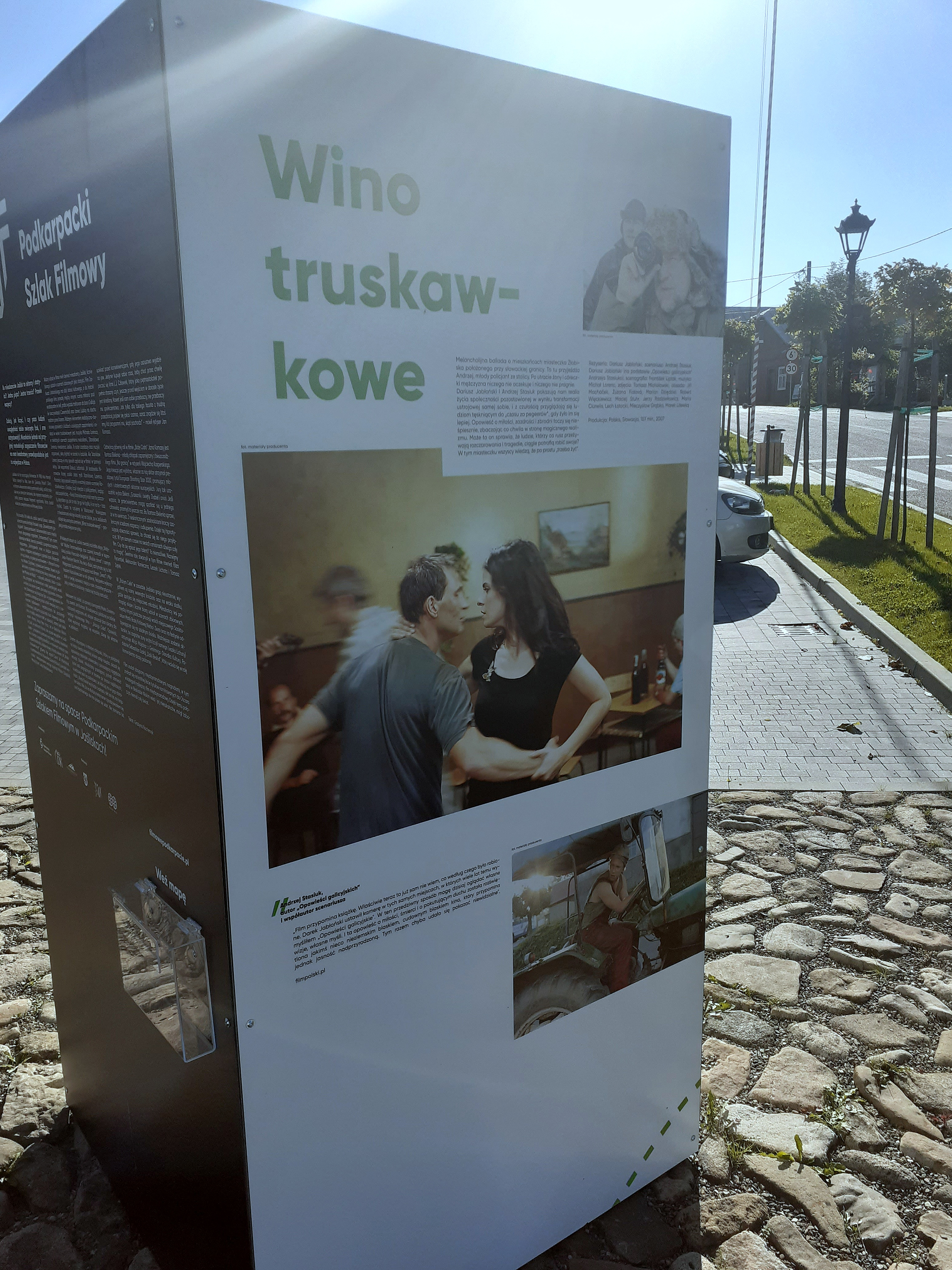
Tablica upamiętniająca film Wino truskawkowe w Jaśliskach, gdzie realizowano zdjęcia. Widoczni Jiří Macháček i Zuzana Fialová.

Wieś leży na terenie założonego w 1992 roku Jaśliskiego Parku Krajobrazowego.

### Szlaki piesze
- Przełęcz Beskid nad Czeremchą (581 m n.p.m.) – Czeremcha – Lipowiec – Jaśliska
- Na węgierskim trakcie – ścieżka historyczna: Jaśliska – Szklary[38]
- Ścieżka historyczno-dydaktyczna po Jaśliskach[39]

### Szlaki rowerowe
- Karpacki Szlak Rowerowy – odcinek podkarpacki: Rozstajne – Jaśliska – Krościenko[40]

## Inne
Benedykt Gajewski stworzył publikację pt. Jaśliska (1366–1996). Zarys monograficzny (1996).
W Jaśliskach zrealizowano dwa polskie filmy fabularne: Wino truskawkowe (2007) w reż. Dariusza Jabłońskiego oraz nominowane do Oscara Boże Ciało (2019) w reż. Jana Komasy.